# Константин Камица
Константин Камица (на гръцки: Κωνσταντίνος Καμύτζης, † преди. 1156/58 г.) е византийски аристократ и военачалник от средата XII век.

## Произход
Константин Камица най-вероятно е син на известния Евстатий Камица, но според някои той е негов внук или племенник.
Семейство Камица са видни земевладелци в долината на река Меандър в Западна Анатолия. Най-ранно доказателство за историята на семейството е запазен оловен печат на стратега и протостратор Теодор Камица, датиращ от 1030 – 1050 г.
Чрез брака си с Мария Ангелина Комнина – племенница на император Йоан II Комнин и внучка на император Алексий I Комнин, Константин придобил титлата севаст и издигнал семейство Камица до върховете на византийския аристократичен елит.

## Кариера
Според информацията, съдържаща се в една епитафия, написана от Теодор Продром по повод кончината на Константин Камица, Камица бил успешен и талантлив военачалник. Допуска се възможността Константин Камица да е идентичен с неназования по фамилия севаст Константин, който бил дука на Кипър през 1135 – 1136 г., и с лицето Камица, който бил отговорен за глада, обхванал Кипър около 1135 г.

## Семейство
Константин Камица е женен за Мария Ангелина Комнина, дъщеря на Константин Ангел и съпругата му Теодора Комнина, която е дъщеря на император Алексий I Комнин. Двамата имат две деца:
- Мануил Камица (ок. 1150 – сл. 1202), протостратор
- неизвестна по име дъщеря

Възможно е Константин Камица и Мария Ангелина Комнина да са имали още един син на име Йоан Комнин, познат от един печат, датиран от последната третина на XII век, върху който е отбелязано, че въпросният Йоан Комнин, който използвал престижната фамилия на майка си, бил син на Камица.
Епитафията, написана от Теодор Продром (ум. ок. 1156/1158 г.), съобщава, че Константин Камица починал преди съпругата си.

## Цитирана литература
- ((en)) Gkoutzioukostas, A.; Wassiliou-Seibt, A-K. (2018). The Origin and the Members of the Kamytzes Family. – Dumbarton Oaks Papers, 72. Dumbarton Oaks, Trustees for Harvard University, 2018,  169–180, JSTOR 26892568, https://www.academia.edu/38296043/The_Origin_and_the_Members_of_the_Kamytzes_Family_A_Contribution_to_Byzantine_Prosopography
- ((el)) Varzos, Konstantinos (1984). Η Γενεαλογία των Κομνηνών, A. Thessaloniki: Centre for Byzantine Studies, University of Thessaloniki, OCLC 834784634, архив на оригинала от 11 април 2019, https://web.archive.org/web/20190401114347/https://www.kbe.auth.gr/sites/default/files/bkm20a2.pdf